# Il diritto di contare
Il diritto di contare (Hidden Figures) è un film del 2016 diretto da Theodore Melfi.
Il film, di produzione  statunitense, ha ricevuto tre candidature ai Premi Oscar, tra cui quello per il miglior film, e due ai Golden Globe, tra cui quello per la migliore colonna sonora originale. Protagonista della pellicola è Taraji Penda Henson, affiancata da Octavia Spencer, Janelle Monáe, Kevin Costner, Kirsten Dunst e Jim Parsons.
Il film, basato sul libro omonimo di Margot Lee Shetterly, racconta la storia vera della matematica, scienziata e fisica afroamericana Katherine Johnson, che collaborò con la NASA, sfidando il razzismo e calcolando le traiettorie per il Programma Mercury e la missione Apollo 11.

## Trama
Nel 1961, nel pieno della segregazione razziale negli Stati Uniti d'America, la matematica afroamericana Katherine Johnson, insieme a due colleghe anch'esse afroamericane, Dorothy Vaughan (supervisore non ufficiale) e Mary Jackson (aspirante ingegnere) lavorano alla West Area Computers del Langley Research Center di Hampton. A seguito del lancio dei satelliti sovietici e del primo volo spaziale umano eseguito da Jurij Gagarin, il programma spaziale americano sente la necessità di accelerare la corsa allo spazio per lanciare al più presto una capsula pilotata dall'astronauta John Glenn.
Vivian Mitchell, donna bianca supervisora di Katherine, la trasferisce allo Space Task Group per assistere la squadra di Al Harrison con le sue capacità nell'ambito matematico e di geometria analitica. Katherine è la prima persona nera a lavorare nel gruppo e nell'edificio intero, che è dotato di bagni riservati ai soli bianchi: perciò, quando ha bisogno di andare in bagno, è costretta a camminare per quasi un chilometro per accedere all'unica toilette il cui utilizzo è consentito anche ai neri.
Katherine svolge il proprio lavoro meglio che può, ma è impossibilitata dalla mancanza di collaborazione da parte dei nuovi colleghi (in particolar modo dall'ingegnere capo Paul Stafford) che la trattano con sufficienza e senza rispetto. Nel frattempo, Vivian rifiuta di promuovere Dorothy come supervisore del settore calcolatrici, anche se costretta a lavorare al posto della supervisora mancante e con paga ridotta. Mary invece desidererebbe collaborare con il reparto ingegneria per contribuire a perfezionare gli scudi termici della capsula spaziale.
Una domenica, dopo aver assistito a una funzione religiosa con le colleghe, durante un banchetto Katherine incontra l'ufficiale della Guardia Nazionale Jim Johnson, anch'egli afroamericano. Inizialmente Jim si esprime con lei in maniera indelicata, dicendo di avere dei dubbi sulle capacità matematiche delle donne, ma in seguito riesce a farsi perdonare e ad instaurare con lei un rapporto di profondo affetto, fino a che Katherine, vedova e madre di tre figlie, si fidanza con lui e accetta successivamente di sposarlo.
Nel tempo Katherine riesce a guadagnarsi il rispetto dei colleghi bianchi risolvendo equazioni matematiche molto complesse ed impressionando Harrison. Quando Katherine, in seguito ad un rimprovero per le sue ripetute assenze, esprime il suo fastidio nel doversi allontanare per andare in bagno, Harrison decide di abolire la segregazione all'interno del centro, rendendo i bagni accessibili a tutti e rimuovendo personalmente il cartello che indicava il bagno riservato ai neri. Nonostante le obiezioni di Paul, Harrison permette a Katherine di seguire le loro riunioni riservate, e lei si dimostrerà essere un elemento prezioso per la missione, creando un'elaborata equazione per il rientro della capsula spaziale di Glenn, che dovrebbe compiere sette orbite complete intorno alla Terra.
Dorothy intanto viene a sapere che nel centro sta per essere installato un elaboratore IBM 7090, che porterà al licenziamento delle donne adibite ai calcoli, che sono sotto la sua supervisione. Così si reca in una locale biblioteca pubblica per informarsi sulla programmazione dei computer e, nonostante venga cacciata in malo modo in quanto il locale è riservato ai bianchi, riesce di nascosto a impossessarsi di un libro sulla programmazione in linguaggio Fortran.
Successivamente entra nella sala computer senza permesso e riesce ad attivare la macchina, venendo però scoperta; constatata la sua bravura, i colleghi le chiedono di rimanere. Dopo aver capito che, con una macchina che esegue i calcoli con una tale velocità non ci potrà più essere alcuno spazio in futuro per le matematiche della sua unità, decide di cominciare ad addestrarle sui processi di programmazione del calcolatore IBM. Con questa attività riesce a farsi promuovere e si trasferisce con le sue sottoposte a supervisionare il computer, guadagnando finalmente il rispetto da parte di Vivian.
Per farsi promuovere ingegnera, Mary riesce a ottenere da un giudice il permesso di assistere alle lezioni serali di un liceo frequentato solo da (uomini) bianchi, in modo da ottenere la specializzazione necessaria per la promozione e riuscendo a contribuire alla creazione della capsula per il volo di John Glenn. Nonostante l'enorme contributo che aveva dato allo Space Task Group, pochi giorni prima del lancio, Katherine viene rimandata a lavorare come calcolatrice, in quanto il suo lavoro viene compiuto dal computer IBM, ora totalmente funzionante. Come regalo di nozze e di addio, Harrison e la sua squadra donano a Katherine una collana di perle, l'unico gioiello ammesso nel codice di abbigliamento dell'edificio, che lei, con il misero stipendio che percepiva, non avrebbe mai potuto permettersi.
Il giorno del lancio, però, vengono rilevate delle discrepanze tra i calcoli delle coordinate per il rientro svolti a mano e quelli elaborati dal computer IBM. Glenn stesso richiede che Katherine, che si è sposata con Jim alcuni giorni prima, esegua il controllo finale, fidandosi più dei calcoli di una persona (e di Katherine in particolare) che di quelli di una macchina. Katherine riesce a confermare le coordinate in tempo ma, dopo aver portato i dati, inizialmente non viene ammessa ad assistere al lancio; Harrison interviene, le dà un pass e la richiama in sala controllo per seguire il lancio insieme. 
Dopo essere stata lanciata correttamente ed aver percorso senza problemi tre delle sette orbite previste intorno alla Terra, la capsula di Glenn rileva un guasto allo scudo termico e il controllo missione dà l'ordine di rientrare. Katherine suggerisce di usare i razzi posteriori attaccati allo scudo per facilitare il rischioso rientro, Glenn segue le istruzioni e riesce con successo a rientrare nell'atmosfera terrestre, con la capsula che ammara nei pressi delle Bahamas. 
Grazie al successo del rientro di Glenn, Katherine continuerà a lavorare per la NASA e in seguito calcolerà anche le traiettorie delle missioni Apollo 11 e Apollo 13.

## Produzione

### Cast
Dopo che lo sviluppo del film fu annunciato, le attrici considerate per interpretare i ruoli principali inizialmente includevano Oprah Winfrey, Viola Davis, Octavia Spencer e Taraji P. Henson, che alla fine si sono davvero aggiudicate il ruolo di protagoniste, assieme a Janelle Monáe.

### Riprese
Le riprese sono iniziate a marzo del 2016 ad Atlanta, in Georgia, e si sono concluse nel maggio seguente. Le riprese hanno incluso diverse altre location in Georgia, tra cui East Point, Canton, Monroe, Columbus e Madison.

## Promozione
Il primo trailer del film è stato diffuso il 15 agosto 2016.

## Distribuzione
Il film è uscito in distribuzione limitata nelle sale cinematografiche statunitensi il 25 dicembre 2016 e in ampia distribuzione dal 6 gennaio 2017, mentre in quelle italiane l'8 marzo 2017.

## Accoglienza

### Critica
A fronte di un budget di circa 25 milioni di dollari, il film ai botteghini del mondo ha incassato un totale di $ 236,2 milioni.

## Riconoscimenti
- 2017 - Premio Oscar[6]
  - Candidatura al Miglior film
  - Candidatura alla Miglior attrice non protagonista a Octavia Spencer
  - Candidatura alla Migliore sceneggiatura non originale a Theodore Melfi e Allison Schroeder
- 2017 - Golden Globe[7]
  - Candidatura per la Migliore attrice non protagonista a Octavia Spencer
  - Candidatura per la Migliore colonna sonora originale a Pharrell Williams, Hans Zimmer e Benjamin Wallfisch
- 2017 - Screen Actors Guild Awards[8]
  - Miglior cast
  - Candidatura per la Migliore attrice non protagonista a Octavia Spencer
- Taraji Henson alla première de Il diritto di contare nel dicembre 20162016 - National Board of Review Awards[9]
  - Migliori dieci film dell'anno
  - Miglior cast
- 2016 - Critics' Choice Movie Award[10]
  - Candidatura per la Miglior attrice non protagonista a Janelle Monáe
  - Candidatura per la Migliore sceneggiatura non originale a Theodore Melfi e Allison Schroeder
  - Candidatura per il Miglior cast
- 2017 - Satellite Award[11]
  - Miglior cast cinematografico
  - Candidatura per il Miglior film
  - Candidatura per la Miglior attrice a Taraji P. Henson
  - Candidatura per la Miglior attrice non protagonista a Octavia Spencer
  - Candidatura per la Miglior sceneggiatura non originale a Theodore Melfi e Allison Schroeder
  - Candidatura per la Miglior colonna sonora originale a Hans Zimmer, Pharrell Williams e Benjamin Wallfisch
  - Candidatura per la Miglior canzone originale a Runnin
- 2018 - Grammy Award[12]
  - Candidatura per la Migliore colonna sonora per i media visivi a Benjamin Wallfisch, Pharrell Williams e Hans Zimmer
- 2017 - Writers Guild of America Award
  - Candidatura per la Miglior sceneggiatura non originale

## Differenze rispetto al romanzo
L'autrice del romanzo da cui è stato tratto il film, Margot Lee Shetterly ha ammesso che ci sono delle differenze tra il suo libro e il film, ma ha ritenuto che ciò sia comprensibile parlando così durante un'intervista:
Nel bene e nel male, c'è la storia, c'è il libro e poi c'è il film. Le linee temporali dovevano essere confuse e [c'erano] personaggi compositi, e la maggior parte delle persone [che ha visto il film] ha già preso questo come un fatto letterale. [...] Si potrebbe dedurre dal film che queste fossero le uniche persone a fare quei lavori, quando in realtà sappiamo che lavoravano in team, e quei team avevano a loro volta altre equipe. C'erano sezioni, rami, divisioni, e tutti partivano da un solo regista. Erano necessarie tantissime persone  per realizzare il tutto. [...] Sarebbe fantastico se le persone capissero che c'erano molte altre persone. Anche se Katherine Johnson, in questo ruolo, era un'eroina, c'erano tante altre persone che dovevano fare altri tipi di test e controlli per far sì che la missione [di Glenn] si realizzasse. Ma capisco anche che non si può fare un film con 300 personaggi. Semplicemente non è possibile.